# Hallen van Stork

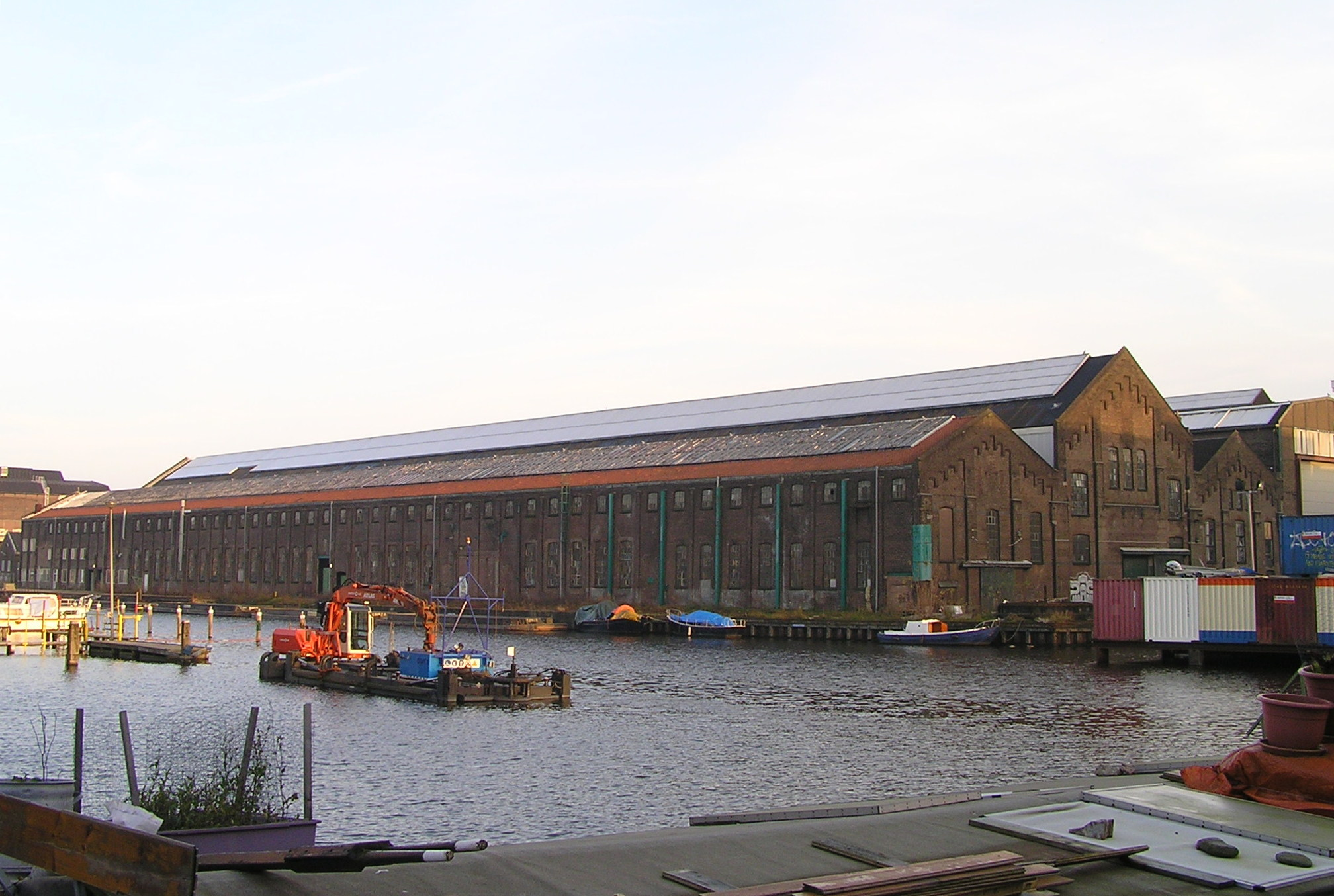
De hallen 1, 2 en 3, gezien vanuit het zuidwesten.

De Van Gendt Hallen, Hallen van Stork of Werkspoorhallen vormden een belangrijk onderdeel van de fabriek van Werkspoor-Stork op Oostenburg in Amsterdam. De gebouwen hebben de status van rijksmonument.

## Geschiedenis
De vijf geschakelde hallen zijn in verschillende fases eind 19e eeuw gebouwd. De gebouwen staan in de zuidwesthoek van het terrein begrensd door de Wittenburgervaart, de Oostenburgerdwarsvaart, de Oostenburgervaart en de spoorlijnen langs de Parallelweg.
De hallen werden gebouwd naar aanleiding van een bestelling van 40 locomotieven en 400 wagons uit Zuid-Afrika die uitbreiding van de fabriek noodzakelijk maakte. Het bedrijf heette destijds nog de Nederlandse Fabriek van Werktuigen en Spoorwegmaterieel. In 1898 werden de hallen nummer 1, 2 en 3 voltooid (de 3 meest westelijk) naar ontwerp van A.L. van Gendt. De functionele baksteenarchitectuur was opgesierd met neorenaissance-elementen in de gevels. In 1903 werd hal 5 naar ontwerp van de gebroeders Van Gendt gebouwd, op een eindje van hal 3, en in 1905 hal 4 (tussen 3 en 5). Hal 5 werd in 1910 verlengd. De hallen hebben grote lichtkappen over de gehele lengte.
In de hallen werd de eerste gietijzeren dieselscheepsmotor gebouwd, in 1903. De hallen werden ook gebruikt voor het maken van scheepsmotoren. Hal 5 deed dienst als locomotiefwerkplaats, hal 4 deed dienst als turbinestelplaats.
In 1922 brandden hal 4 en 5 gedeeltelijk af. Ze werden direct naar oorspronkelijk ontwerp hersteld, onder leiding van G.J. Langhout.

## Foto's

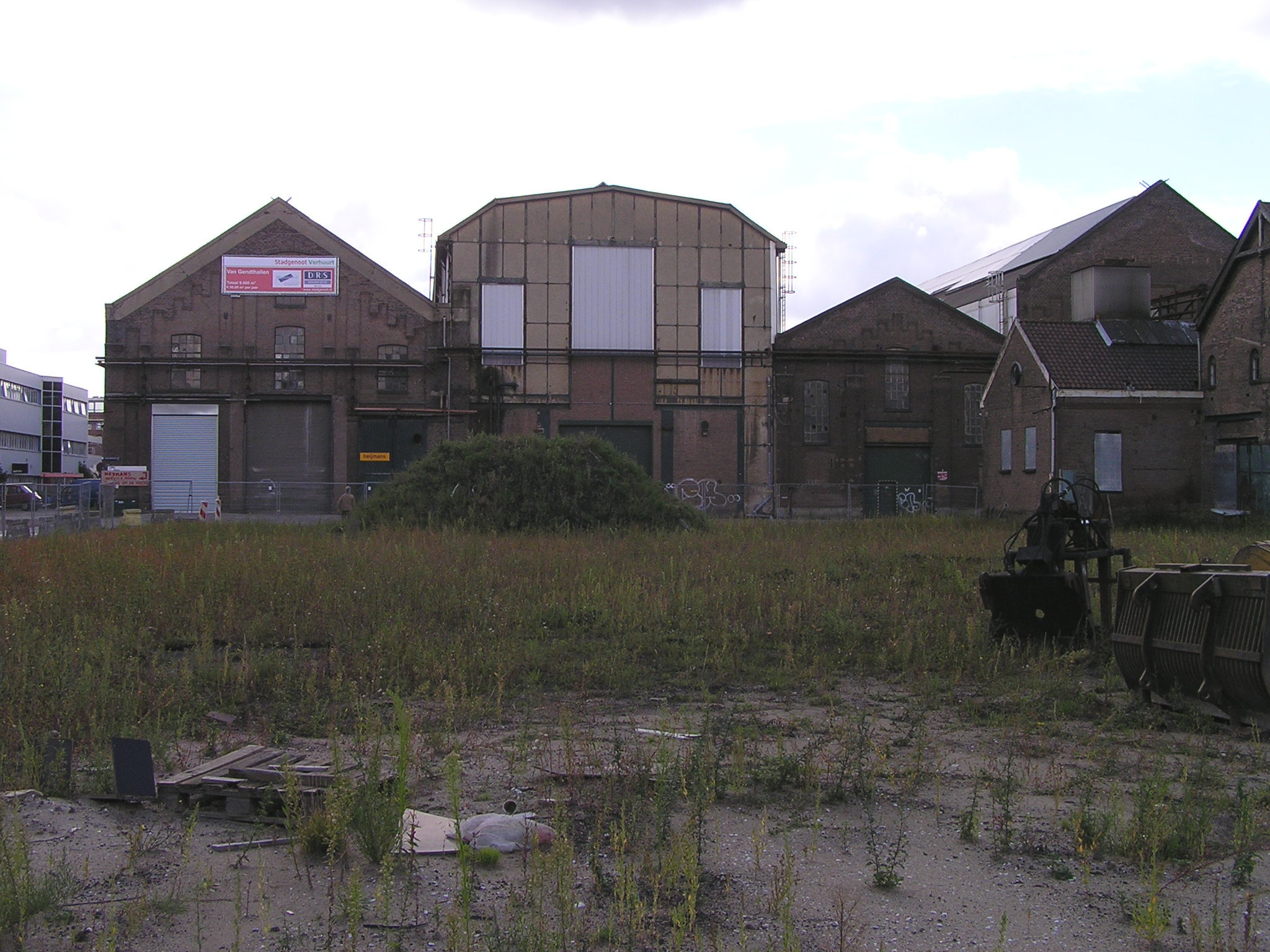
Noordgevel
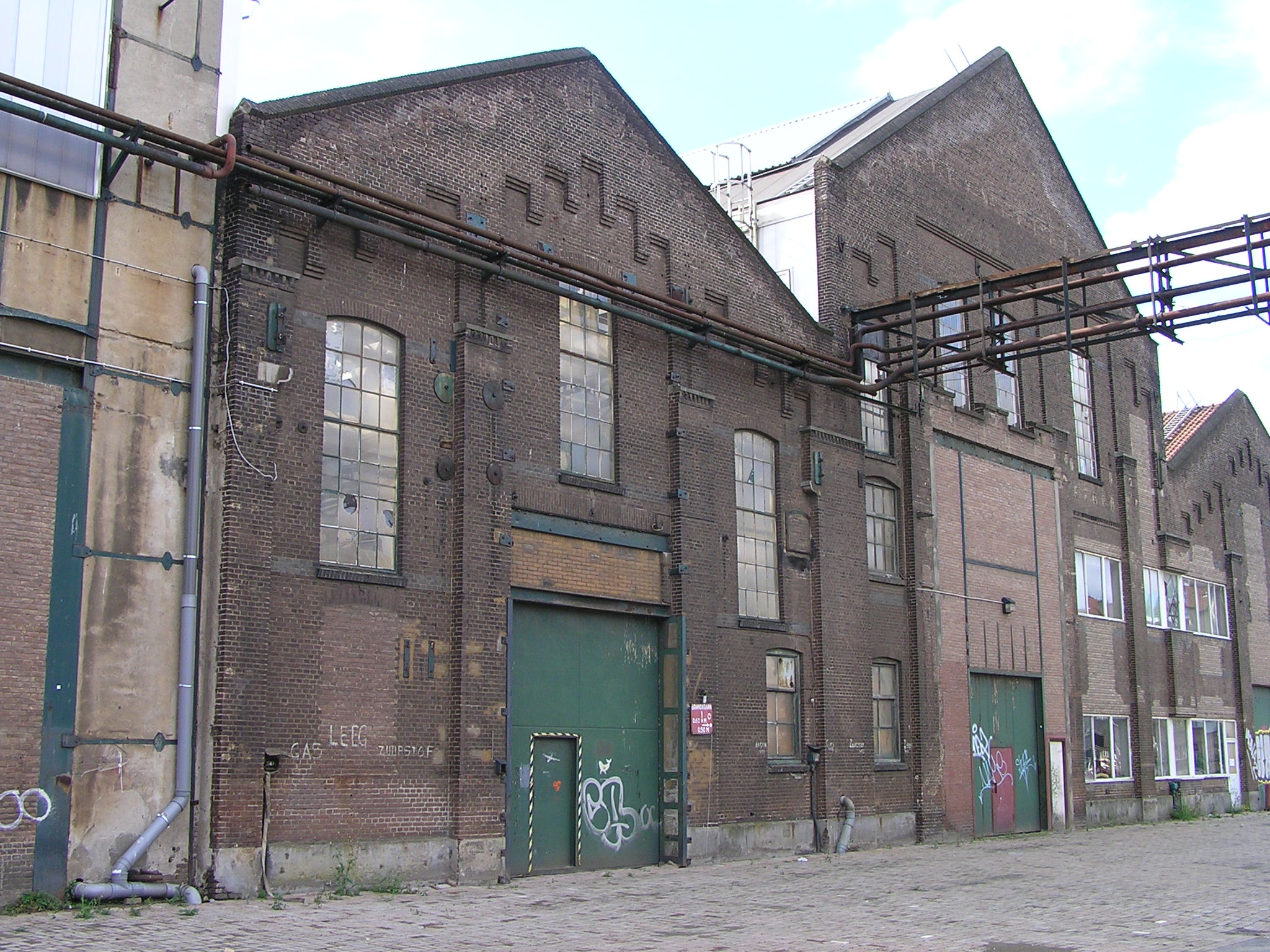
Noordgevel hal 2 en 3 (vrnl)
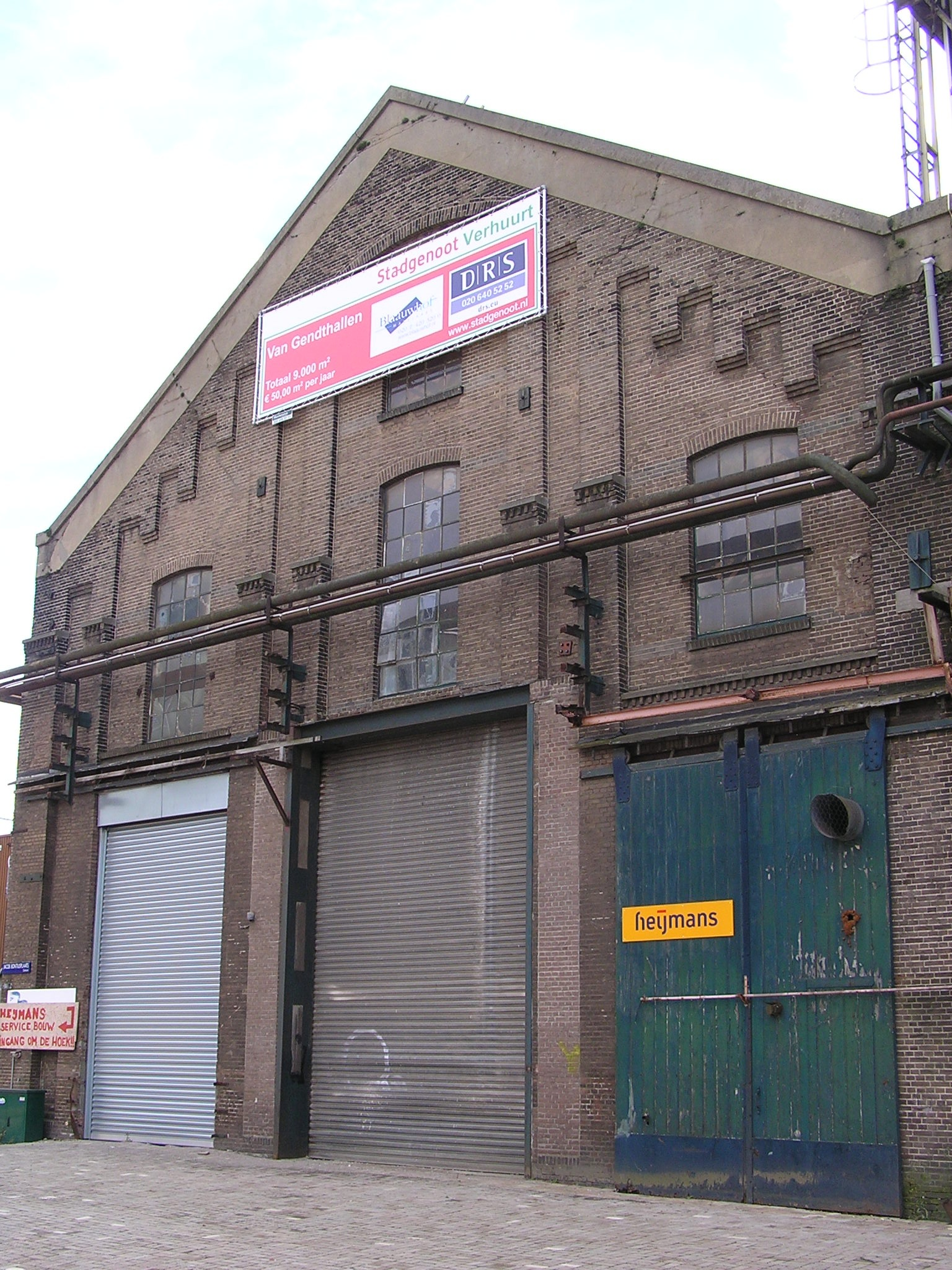
Noordgevel hal 5
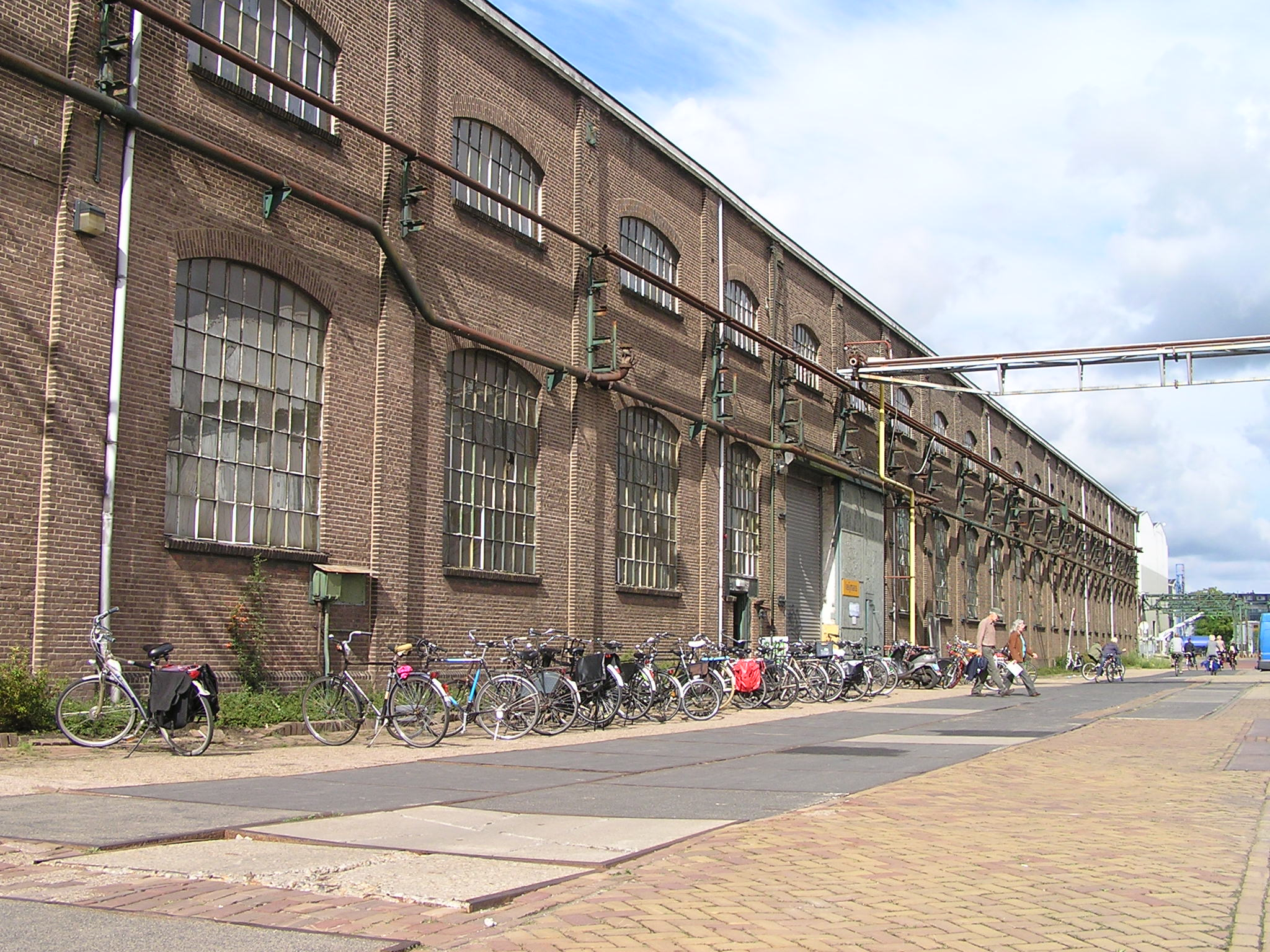
Oostgevel
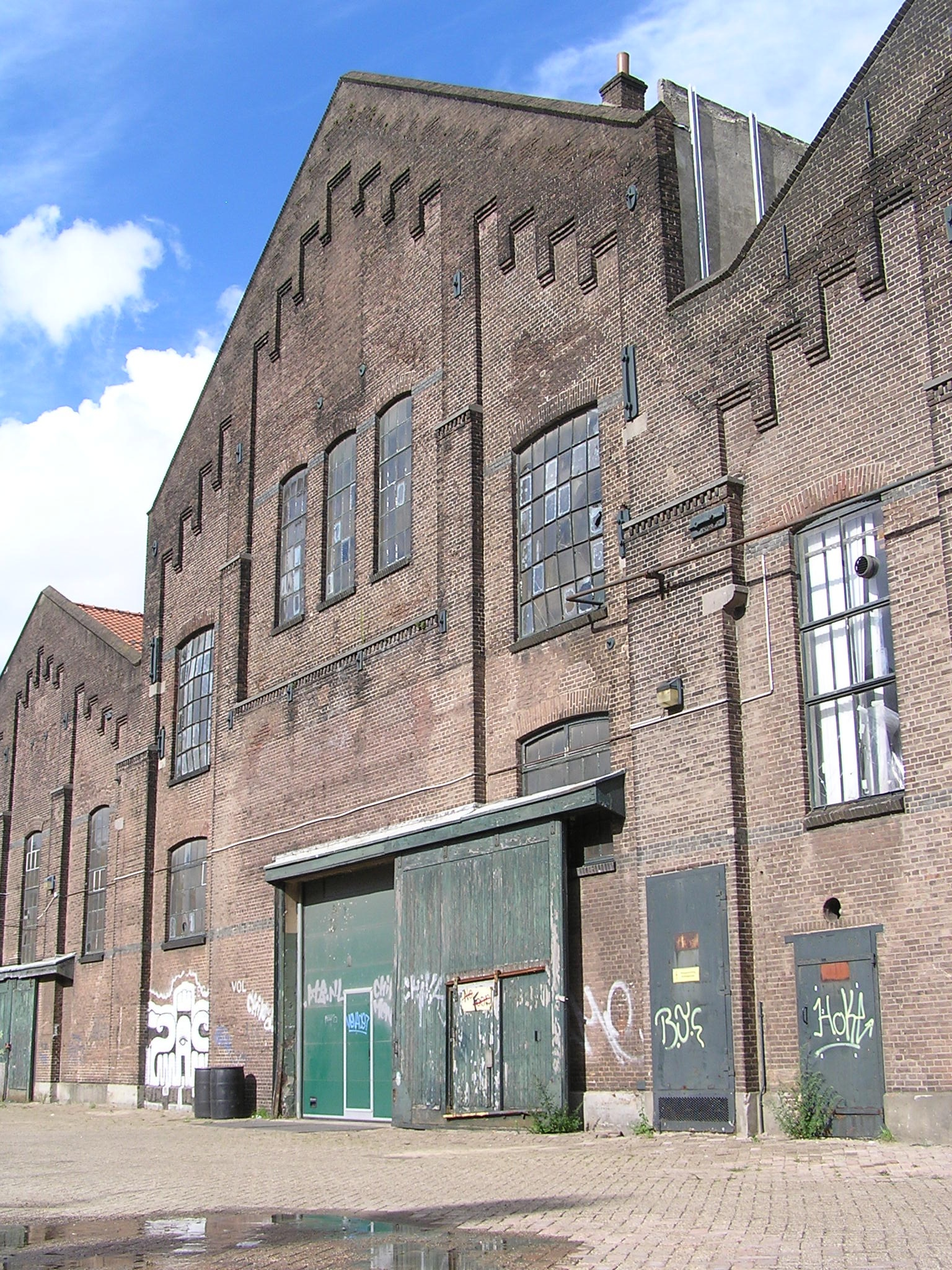
Zuidgevel hal 2
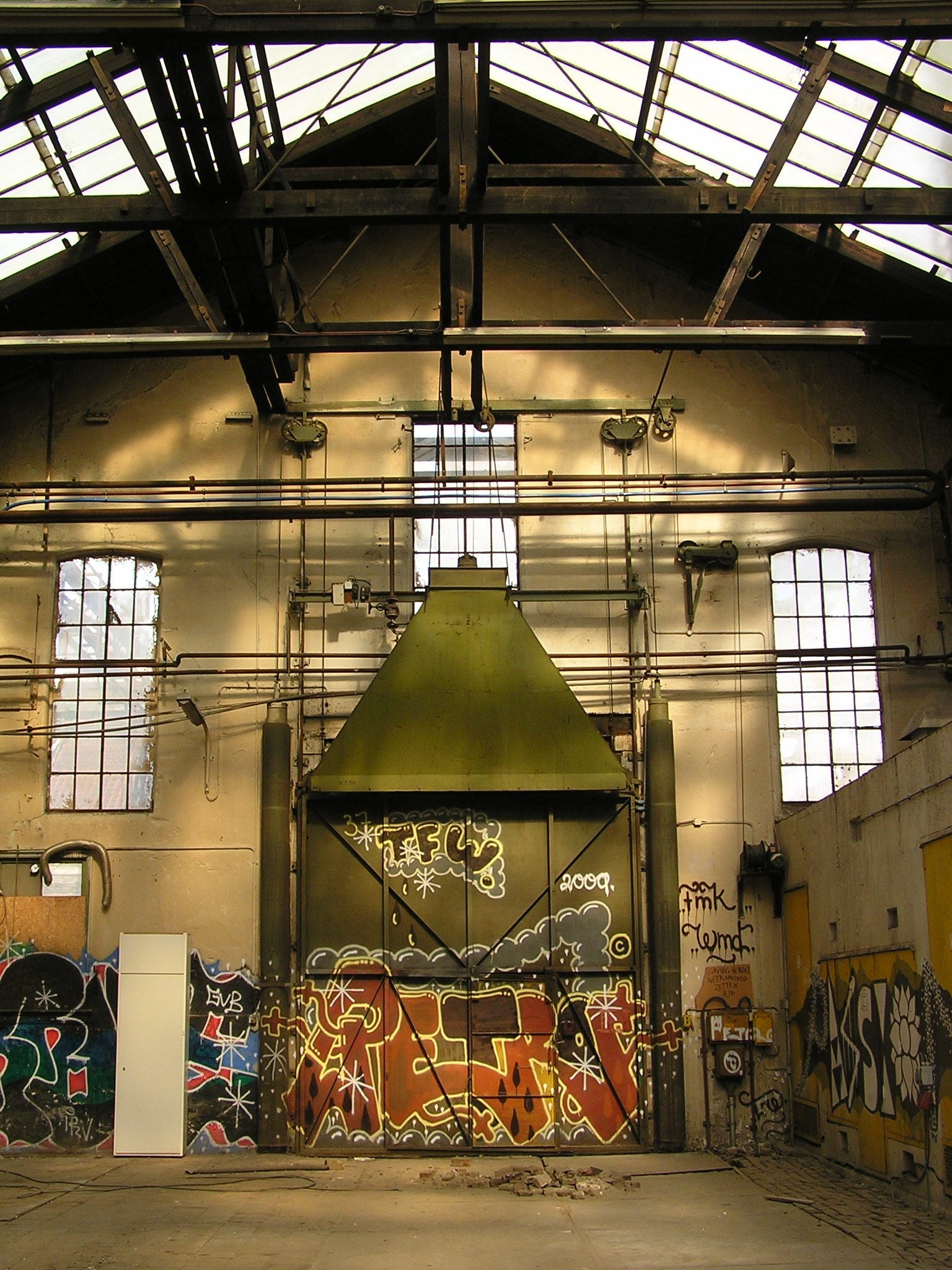
Noordpoort hal 3, binnenzijde
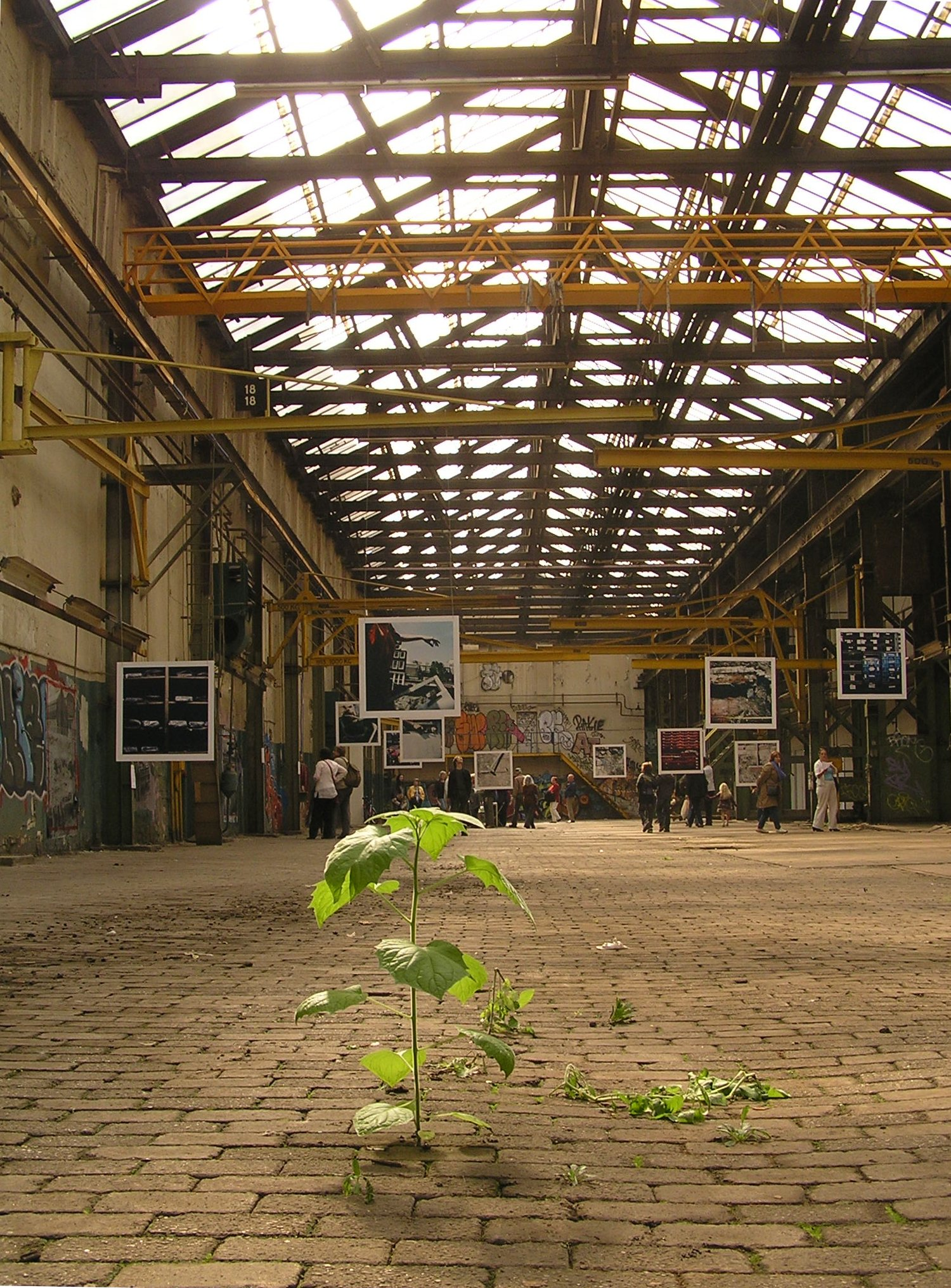
Interieur hal 3